# New Braunfels
New Braunfels  è una città degli Stati Uniti d'America, capoluogo della Contea di Comal, nello Stato del Texas.
La popolazione era di 90.403 persone al censimento del 2020. Parti del suo territorio sono comprese nei confini della contea di Guadalupe.